# هوس الكتب

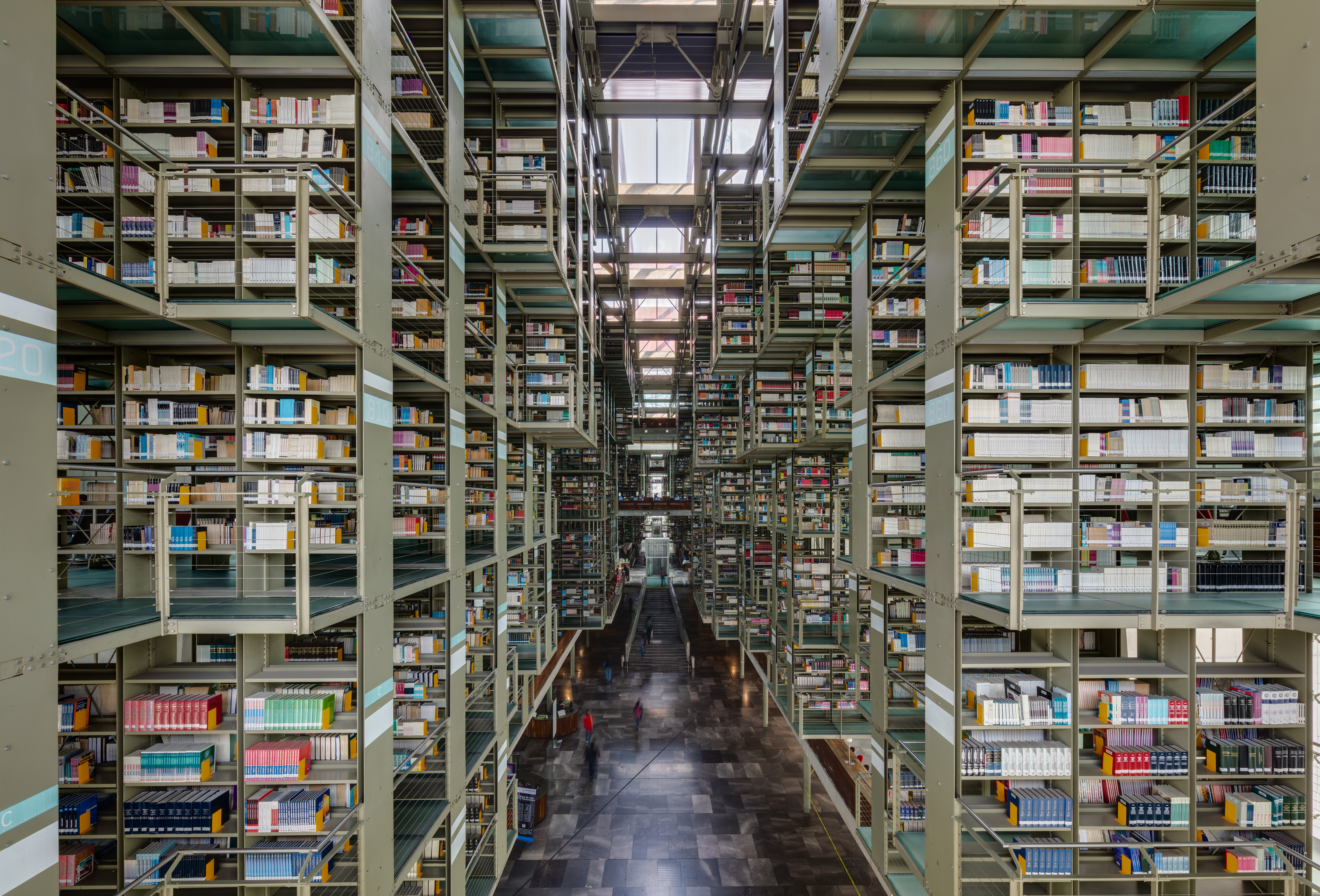

هوس الكتب أو داء العباقرة أو مرض المثقفين (بالإنجليزية: Bibliomania)‏ مرض نفسي وهو نوع من أنواع الوسواس القهري (OCD)، غير معترف به على انه اضطراب نفسي من قبل الدليل التشخيصي والإحصائي للاضطرابات النفسية (DSM-IV)، تبدأ أعراضه بشكل غير ملحوظ  في سن صغيرة حيث يمتلئ المريض بالبهجة والسعادة لمجرد رؤيته الكتب ثم تتفاقم هذه السعادة في جمعه الكثير منها.
كما وأشار بعض الخبراء النفسيين إلى أن اضطراب «الببلومانيا» أو هوس جمع الكتب حالة متطرفة من حب الكتب، هو نوع غريب من الهوس يطلق على من لديه مكتبة كبيرة تفيض بالكتب، والذي يشعر بالشره الدائم لامتلاك الكتب ولا يعقه شيء في امتلاك أي كتاب يراه، فهو لا يري سوى كتاب جديد لا يمتلكه ويرغب به بشدة.
ولا يجب الخلط بين هوس الكتب وبين البيبليوفيليا، وهو حب الكتب (الصحي نفسيا)، وبالتالي لا يعتبر اضطراب نفسي إكلينيكي.

## تاريخ
تمت صياغة المصطلح بواسطة جون فيريار (1761-1815)، وهو طبيب في مستشفى مانشستر الملكي.  وصاغ فيريار المصطلح في عام 1809 في قصيدة أهداها إلى صديقه ريتشارد هيبر (1773-1833). وفي أوائل القرن التاسع عشر، استُخدمت كلمة «هوس الكتب» في الخطابات الشعبية (مثل المقالات والقصائد الدورية) لوصف المهووسين بجمع الكتب.

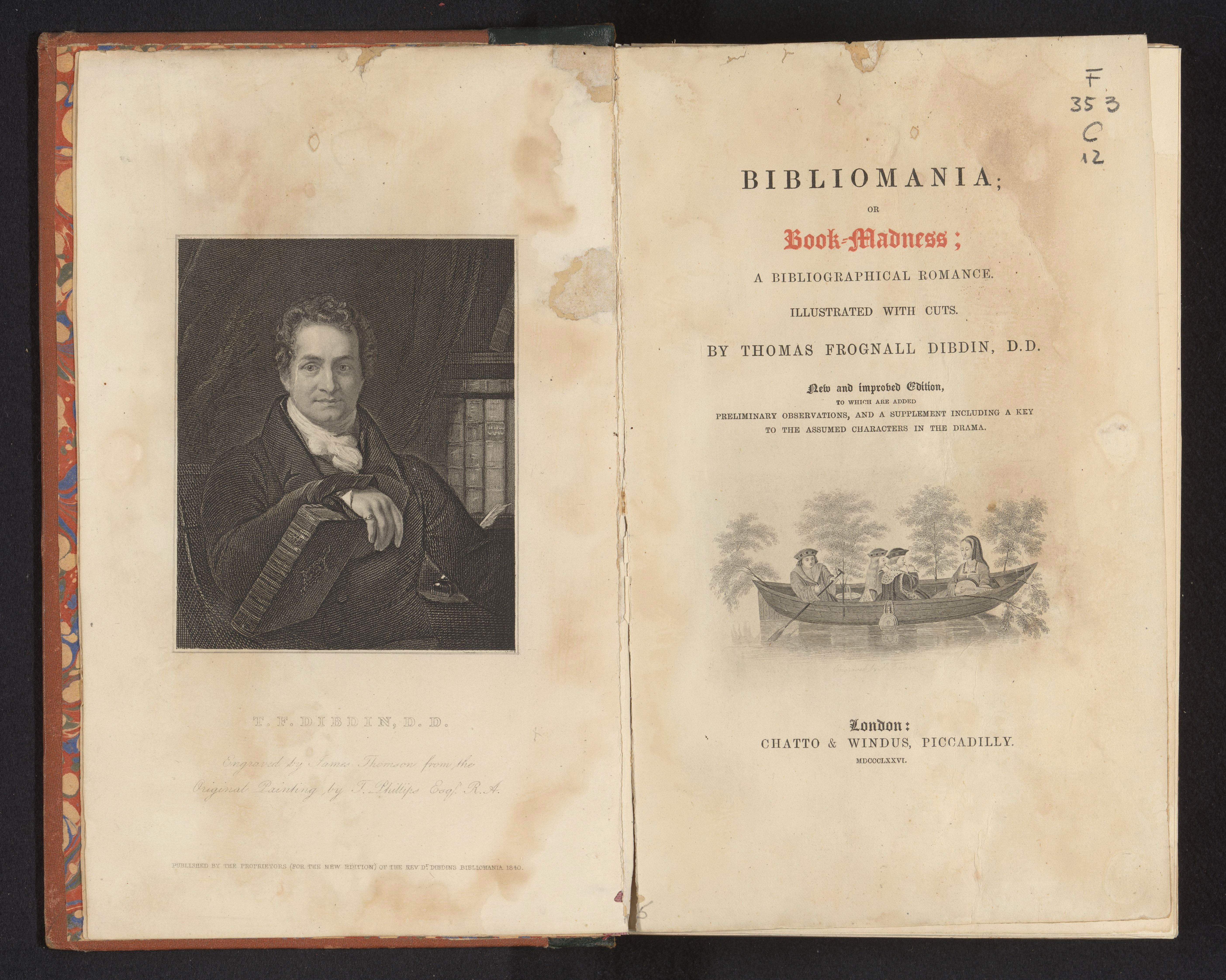
كتاب "هوس الكتب" ، لتوماس فروجنال ديبدين

في عام 1809، نشر القس توماس فروجنال ديبدين كتاب Bibliomania.  أو جنون الكتب، وهو عمل وصفه الناقد الأدبي فيليب كونيل بأنه «سلسلة من الحوارات الغريبة المتجولة التي تضم معًا نوعًا من علم الأمراض الوهمي. ومن بين» الأعراض«التي أظهرها دبددين في كتاب هوس الكتب» هوسًا بالنسخ غير المصقولة، والورق الجيد أو الصفحات الرقيقة، والنسخ الفريدة، والطبعات الأولى، الكتب المكتوبة بالنص البوطي، والنسخ المصورة، ونسخ الجمعيات، والأعمال المحكوم عليها أو التي تم إلغاؤها.
في أواخر القرن التاسع عشر، تم وصف جامعي الكتب والمذكرات «باعتبار» أن جمع الكتب من  الأشياء المثيرة للفضول لهم.
أكمل هارولد جاكسون فيما بعد مسيرة فاريير وديدبين في كتابه تشريح البيبليومنيا (بالإنجليزية: The Anatomy of Bibliomania).

## وصف للببلوماني
لا يشترط المهووس نوع محبب من الكتب، إنما يود امتلاك أي كتاب، تحت ذريعة أنه يمكن أن يحتاجه في المستقبل، فهو لا يتحمل رؤية كتاب ليس ملكًا له، أو حتى مجلات أو جرائد، والببلوماني إنسان على الاغلب يرتدي نظارة طبية ويصاب بصداع مزمن لعدم قدرته على ترك الكتاب الجيد في الوقت المناسب، ويفترض أنه لا يملك رصيد في البنك أو كونه من الأغنياء، لأنه ينفق كل ما يملك من الأموال على شراء الكتب فقط، إضافة إلى ذلك أنه يرفض أن يعير أحدًا كتاب، مهما كان قريبًا منه فهو لا يثق بأحد ولا يأتمنه على كتابه.
وتشير الخبيرة النفسية سهام حسن إلى ان الببلوماني شخص منطوٍ على نفسه لا يعرف العلاقات الاجتماعية، وليس لديه الكثير من الأصدقاء، ولا يتذكر تواريخ الأحداث المهمة في حياته كتاريخ زواجه أو في أي المراحل يدرس ابنه، ولكنه يتذكر تاريخ وظروف شراء أي كتاب يملكه، ومن الأعراض أيضًا شراء عدة نسخ من نفس الكتاب ونفس الطبعة حيث تجده يتلذذ ويستمتع في كل مره يشتري فيها الكتاب، أحيانا يقوم المصاب بهذا الهوس بسرقة الكتب والاسم العلمي لهذا المصطلح "bibliokleptomania" وهو يعني سرقة الكتب ويندرج تحت مرض الببلومانيا حينما يتطور، حيث انه لا يشعر بأي ذنب عندما يقوم بسرقة الكتب.
سيصل الحال بمن يعان من هذه الاعراض في نهاية الامر إلى شراء الكتب وتجميعها وتكديسها ولو لم يقرأها، مكتفياً بها كديكور في منزله يريح قلبه النظر إليها !، لعل ذلك الهوس يزيد إلى حد أن يقوم ذلك القارئ المهووس بسرقة الكُتب من المكتبات العامة والمكتبات التجارية والمكتبات الشخصية ومعارض الكتب.
تؤثر حالة مريض هوس الكتب على المحيطين به، لأن امتلاء المكان بالكتب يثير ضيق وضجر الزوجة والأبناء والأشقاء والشقيقات، وكذلك الأصدقاء الذين يشاركونه في نفس المكان. على سبيل المثال، إذا احترق بيته فإن ما أول ما ينقذه هو كتبه، ويشير الأطباء إلى أن من يعاني هوس الكتاب يكون دافعه في العلاج ضعيفاً، وبالتالي فلا تظهر نتيجة ملحوظة له.
ويمكن في أحيان أخرى ألا يستمر فيه، ويوضح أحد الأبحاث أنه على الرغم من أن الببلومانيا مرض، إلا أن القليلين من يبدون رغبة في العلاج.

## العلاج
يعتبر تشخيص هذا المرض من الأمور الصعبة، لأن المصاب به لا يشعر بأي قلق، بل هو إنسان مسرور دائمًا، خاصة عندما يحصل على كتاب نادر، والمصابون بالببلومانيا يعشقون شكل الكتاب ورائحته وصوت صفحاته، كما يبالغون في الحفاظ عليه من الماء والنار ومن عبث الأطفال. الأخصائيين يعتبرون أكثر أعراض الإصابة بالببلومانيا هو الولع الشديد باقتناء الكتب، لدرجة أن رفوف المكتبة تصبح مليئة بالكتب، ومتراكمة على بعضها البعض وتصل إلى حد الفوضى.
يعتبر أفضل علاج لمرض هوس الكتب هو المواجهة، ولذلك ينبغي أن يتحدث المحيطون بالمريض معه على حقيقة مرضه، كما يجب على الأسرة إدراك أهمية الحد من عزلة المريض الاجتماعية، وكذلك القلق من المجتمع، وأيضاً يجب معرفة لماذا يقوم باكتناز الكتب.
وينقسم العلاج إلى نفسي- سلوكي ودوائي، ويتم في العلاج النفسي السلوكي معالجة معارف الشخص عن الكتب وطريقة التعامل المثالية معها، وكيف يخطط بصورة جيدة للاستفادة من الكتب التي عنده.
ويمكن أن يتم تطوير مهارات اتخاذ القرار الخاص بالكتب، كأن يسأل نفسه هل هو بحاجة لهذا الكتاب؟ وماذا ينوي القيام به مع هذا الكتاب؟ ولماذا اشتراه؟، وكذلك يساعد مريض هوس الكتب جلسات التأمل والاسترخاء في أن يتغلب على هذه الحالة، ويمكن أن يفيد العلاج بالتنويم المغناطيسي في بعض الحالات.
وبالنسبة للعلاج الدوائي فيشمل أدوية علاج الوسواس القهري مثل المهدئات، وكانت دراسة توصلت إلى أن فيتامين «ب8» بجرعة عالية لها فاعلية كبيرة في علاج هذا الوسواس القهري.
وفي الحالات المتطورة يمكن أن يتم إيداع المريض في المستشفى، ويمكن أن يفيد الكتاب في العلاج وهذه الطريقة أقرب لعلاج مدمن التدخين، حيث يعطى المريض مواد منتقاة للقراءة، تمثل شكلاً من أشكال العلاج النفسي، فيقوم المعالج المتخصص باختيار نص من كتاب أو كتاب كامل، وذلك حسب الحالة التي يراد معالجتها، ويقدمها للمريض لقراءتها.
وأشهر من استخدم طريقة الكتاب في علاج الببلومانيا أمينة مكتبة تدعى كاتلين جونز، حيث قدمت برامج للعلاج بالقراءة في مستشفى في ماساشوستس، وكانت دراسة قدمت لائحة تتضمن قائمة طويلة من الروايات التي تعالج أمراضاً معينة منها هذا الداء.

## ببلومانيين
- الشاعر اليوناني يوربيديس، كان يوربيديس أول من أصيب بمرض هوس الكتب، في القرن الخامس قبل الميلاد.
- ستيفن بلومبرج، والذي أُدين بسرقة 24 ألف كتاب كتب تقدر قيمتها نحو 5.3 مليون دولار.[4]الذي نجح في سرقة 24 ألف كتاب وكانت قيمتها تقدر بحوالي 5.3 مليون دولار.وبعد الحكم عليه بعقوبة السجن 42 عاما، قدم محاميه ما يثبت أنه يعاني سلوكاً قهرياً دفعه إلى ذلك السلوك، وهو ما يعزز ولعه بالكتب، فتم تخفيف الحكم لعامين مع إلزامه برد الكتب التي استولى عليها.
- السير توماس فيلبس ، البارون الأول (1792-1872)، والذي عانى من هوس الكتب الشديد.[8] حيث احتوت مَجموعته من الكتب على أكثر من 160 ألف كتاب ومخطوطة، وذلك حتى وفاته، والتي بيعت بالمزاد العلني والذي استمر لأكثر من 100 عام من وفاته.
- القس ويتشر[9] ، كان قسًا ميثوديًا من القرن التاسع عشر، وكان قد سرق  واستعاد العديد من الكتب النادرة، والتي أكد أنها كانت كتب «اكتشافات» نادرة بواسطة بائعي الكتب المحليين.

## شخصيات خيالية مصابة بالمرض
- بيتر كيان، بطل رواية (Auto-da-Fé) والتي كتبت بواسطة إلياس كانيتي. حيث أدى هوس كيان في الرواية بمكتبته الشخصية إلى تدمير زواجه وسعادته وتدمير المكتبة نفسها في النهاية.
- يوميكو ريدمان، بطلة سلسلة مانجا " اقرأ أو مت "، وهي شخصية انطوائية بهوس الكتب، وغالبًا ما تفضل صحبة الكتب على الناس.
- دون فينسينت، راهب إسباني خيالي، كان يشتبه في قيامه بسرقة كتب من الدير الذي يعمل به، وقتل فيما بعد تسعة أشخاص حتى يتمكن من سرقة كتبهم.